# William Muhlenberg Hiester
William Muhlenberg Hiester (* 15. Mai 1818 bei Reading, Pennsylvania; † 16. August 1878 ebenda) war ein hochrangiger US-amerikanischer Militär und Politiker. Er entstammte der politisch sehr aktiven Muhlenberg/Hiester-Familie.

## Werdegang
Hiester wurde am 15. Mai 1818 in Reading, Pennsylvania, als Sohn von Isaac Hiester (1785–1855) und Esther Muhlenberg Hiester (1785–1872) geboren. Er war Enkel von General Peter Muhlenberg (1746–1807) und Urenkel von Henry Melchior Mühlenberg (1711–1787), dem Gründer der lutherischen Kirche in Nordamerika. 
Nachdem er das Bristol College in Croydon, Pennsylvania, absolvierte, studierte er Jura an der Harvard University und wurde als Anwalt zugelassen. Er praktizierte in Erie, Pennsylvania, und später zusammen mit Henry Augustus Muhlenberg (1823–1854) in Reading. 
Von 1853 bis 1855 gehörte er als Mitglied der Demokratischen Partei dem Senat von Pennsylvania an, 1855 dessen Präsident pro tempore. Im Januar 1858 wurde er von Gouverneur William F. Packer (1807–1870) ins Secretary of the Commonwealth of Pennsylvania einberufen. 
Während im Sezessionskrieg Robert Edward Lee (1807–1870) im Sommer 1863 in Pennsylvania einmarschierte, wurde Hiester von Gouverneur Andrew Gregg Curtin (1817–1894) zum Major in die Pennsylvania Army National Guard einberufen, wo er 8000 Truppen zur Verteidigung des Staates aufstellte. Im Krieg wechselte er zur Republikanischen Partei und verlor bei der Wahl 1864 ins US-Repräsentantenhaus.
William Muhlenberg Hiester starb am 16. August 1878 in Reading, Pennsylvania, und wurde dort auf dem Charles Evans Cemetery beigesetzt.